# Ève (Oise)
Ève ist eine französische Gemeinde mit 415 Einwohnern (Stand: 1. Januar 2022) im Département Oise in der Region Hauts-de-France; sie gehört zum Arrondissement Senlis und zum Kanton Nanteuil-le-Haudouin. 

## Geographie
Ève liegt an der Grenze zum Département Seine-et-Marne. Umgeben wird Ève von den Nachbargemeinden Ermenonville im Norden und Nordwesten, Lagny-le-Sec im Osten, Rouvres im Süden und Südosten, Dammartin-en-Goële im Süden und Südwesten, Othis im Westen und Südwesten sowie Ver-sur-Launette im Westen und Nordwesten. Das Gemeindegebiet wird vom Flüsschen Launette durchquert.

## Bevölkerungsentwicklung
| Jahr                      | 1962 | 1968 | 1975 | 1982 | 1990 | 1999 | 2006 | 2012 |
| Einwohner                 | 314  | 289  | 276  | 354  | 456  | 467  | 425  | 415  |
| Quelle: Cassini und INSEE |      |      |      |      |      |      |      |      |

## Sehenswürdigkeiten
- Kirche Notre-Dame, im 16. Jahrhundert errichtet, seit 1862 Monument historique (siehe auch: Liste der Monuments historiques in Ève (Oise))
- Calvaire
- Schloss

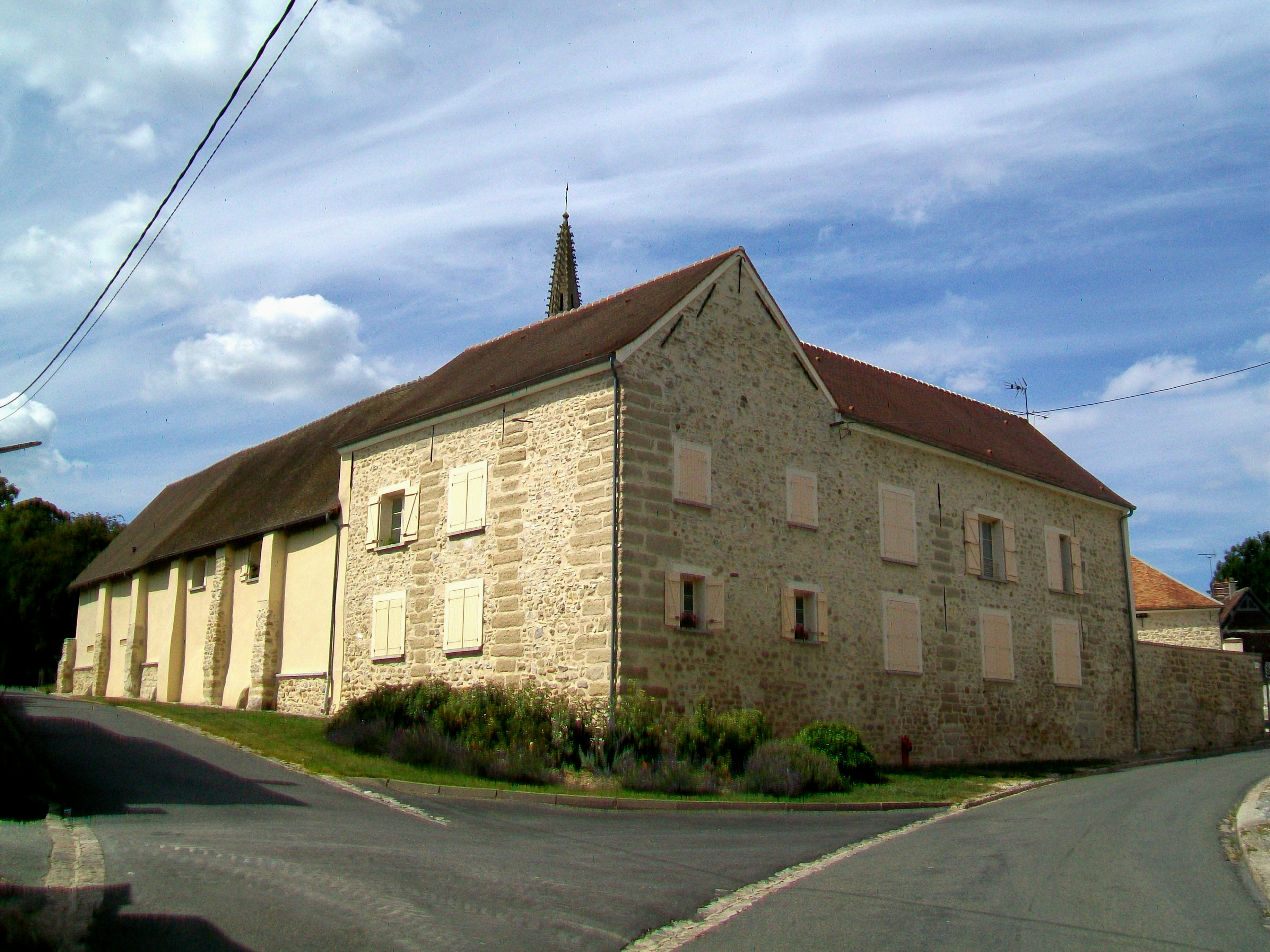
Gutshof
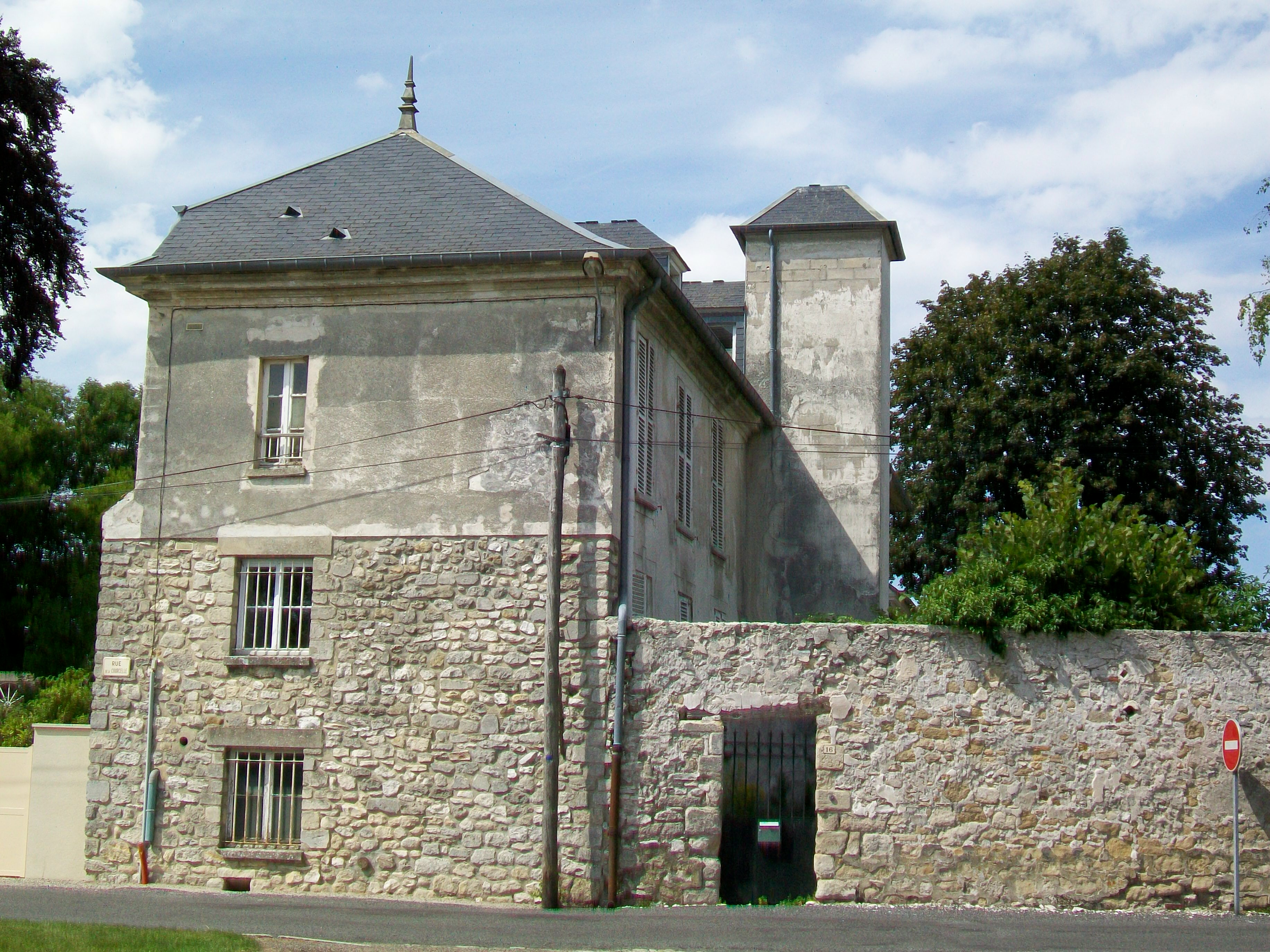
Schloss

- Gutshof
- Schloss

## Persönlichkeiten
- Léon Flameng (1877–1917), Radrennfahrer